# Barczatka pierścieniówka
Barczatka pierścieniówka, barczatka pierścienica, pierścienica nadrzewka, prządka pierścieniówka (Malacosoma neustria syn. Malacosoma neustrium) – owad z rzędu motyli. Gatunek obejmujący zasięgiem całą Palearktykę, ponadto zawleczony do Ameryki Północnej. Spotykany licznie w całej Polsce w lasach liściastych i mieszanych, ogrodach, sadach i parkach.
Skrzydła o rozpiętości 28–38 mm, u samic żółte, u samców od jasnożółtych do czerwono-brunatnych.
Owady dorosłe można spotkać w lipcu i sierpniu. Samice składają jaja na gałązkach. Złoża mają charakterystyczny kształt obrączek. Po przezimowaniu z jaj wylęgają się gąsienice żerujące na wielu gatunkach krzewów i drzew liściastych preferując dęby i drzewa owocowe (w tym jabłoń domową). Potrafią wyrządzać znaczne szkody w sadach. Ponadto gąsienice można spotkać między innymi na tarninie, brzozie, wierzbach, topolach i lipach. Przepoczwarczenie następuje w białych oprzędach ukrytych pomiędzy liśćmi.

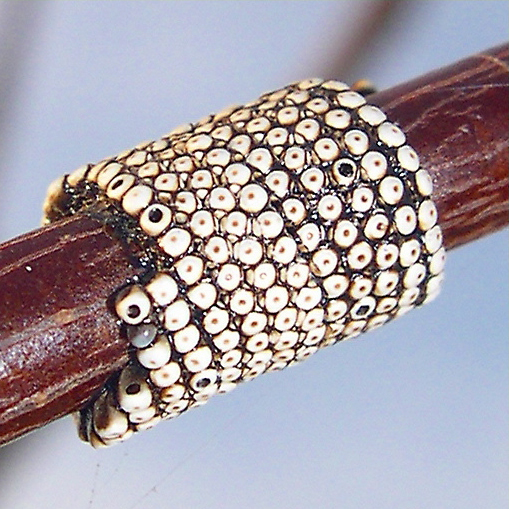
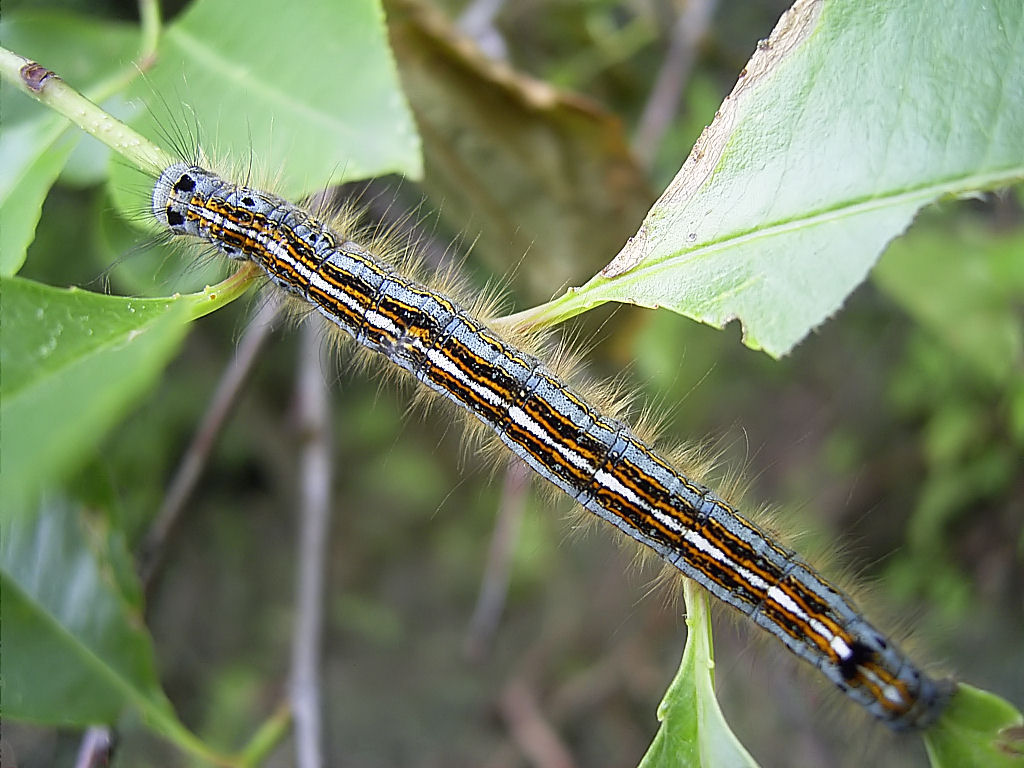
Gąsienica
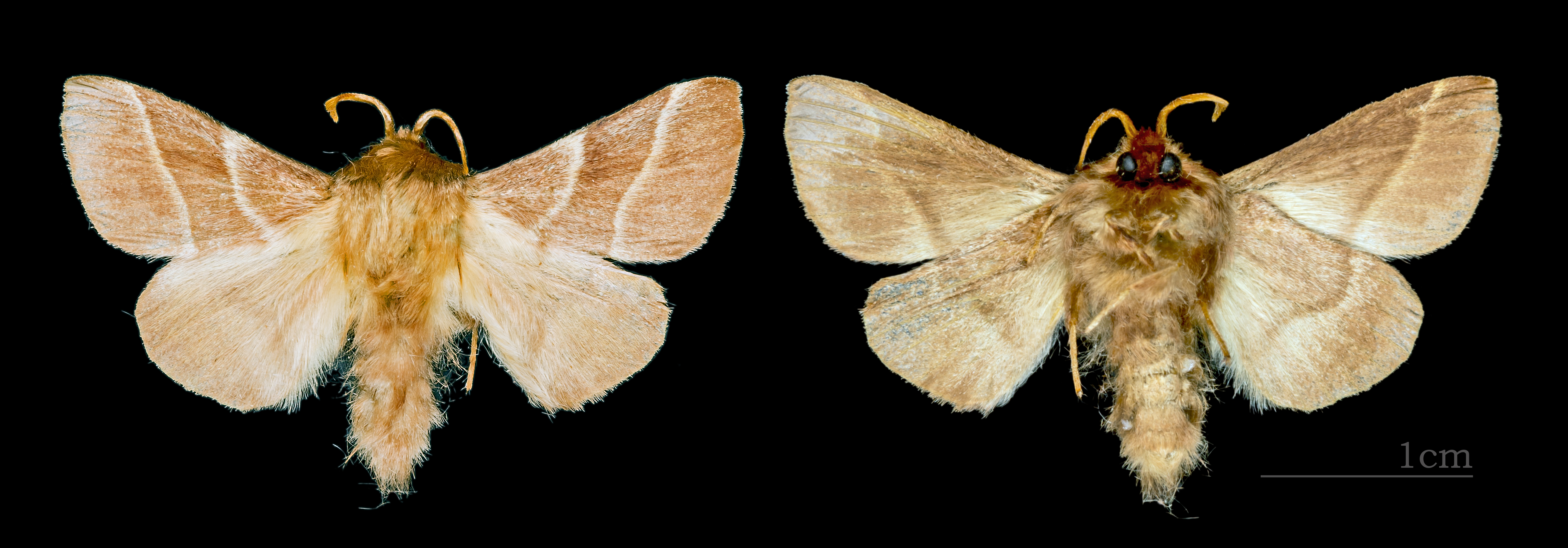
♂
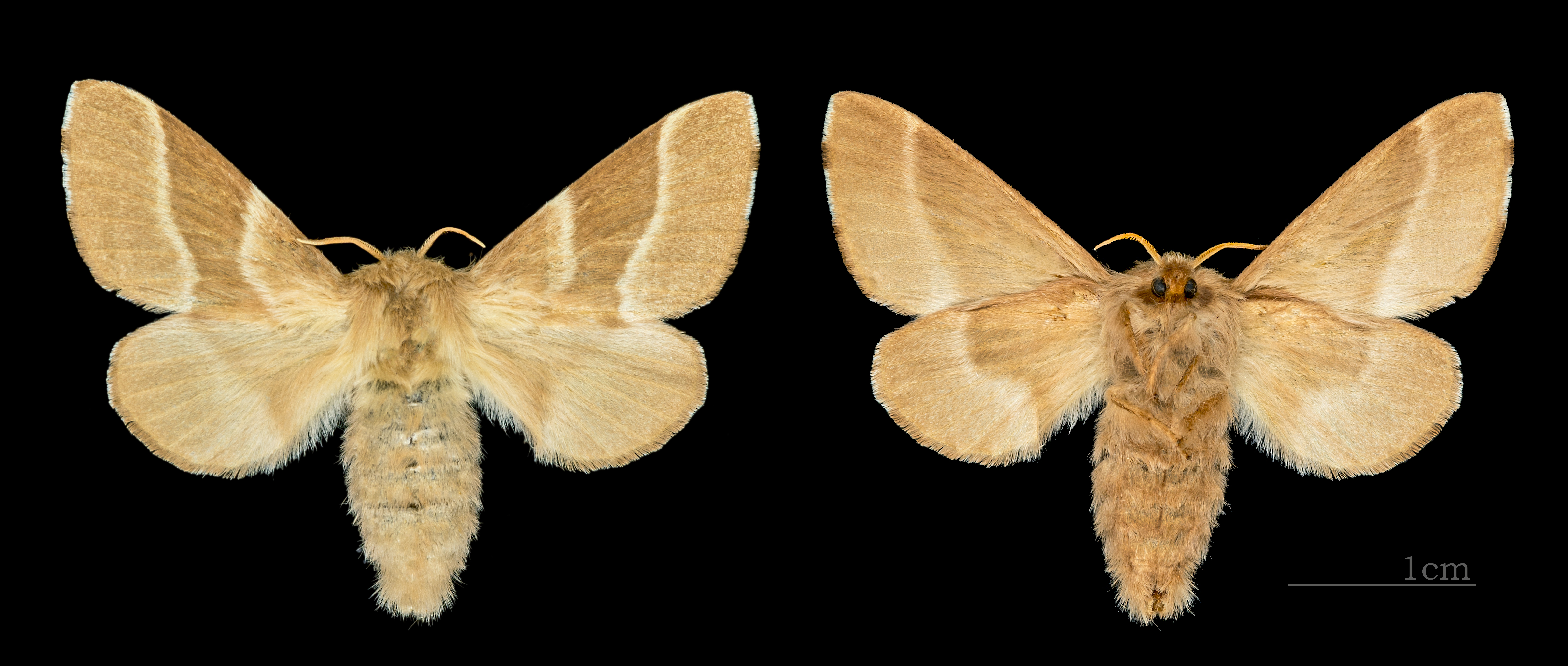
♀